# Логутенко, Николай Иванович
Николай Иванович Логутенко (1 мая 1923, с. Большениколовка, совр. Новосибирская область — 1 июня 1992), Новосибирск) — советский оперный певец (бас), заслуженный артист РСФСР (1964).

## Биография
Родился 1 мая 1923 года в Большениколовке современного Чулымского района Новосибирской области.
До 1949 года — артист хора Новосибирского театра оперы и балета. С 1950 по 1955 год — в Харьковской государственной консерватории. В 1956—1984 годах был солистом оперы в Новосибирском театре оперы и балета.
Умер 1 июня 1992 года в Новосибирске. Похоронен на Заельцовском кладбище.

## Некоторые партии
- Мельник — Русалка (А. Даргомыжский);
- Варлаам — Борис Годунов (М. Мусоргский);
- Собакин — Царская невеста (Н. Римский-Корсаков);
- Король Рене — Иоланта (П. Чайковский);
- Салтан — Сказка о царе Салтане (Н. Римский-Корсаков);
- Фарлаф — Руслан и Людмила (М. Глинка);
- Гремин — Евгений Онегин (П. Чайковский);
- Иван Сусанин — Иван Сусанин (М. Глинка);
- Иван Хованский — Хованщина (М. Мусоргский)[1];

### Некоторые партии драматического баритона
- Голландец — Летучий голландец (Р. Вагнер)[1].